# Yochanan Vollach
Yochanan Vollach (héberül: יוחנן וולך; néha Jochanan Wallach vagy Yohanan Wallach, Kiryat Bialik, 1945. május 14. –) izraeli válogatott labdarúgóhátvéd.
Az izraeli válogatott tagjaként részt vett az 1970-es labdarúgó-világbajnokságon.